# Arturo Frondizi

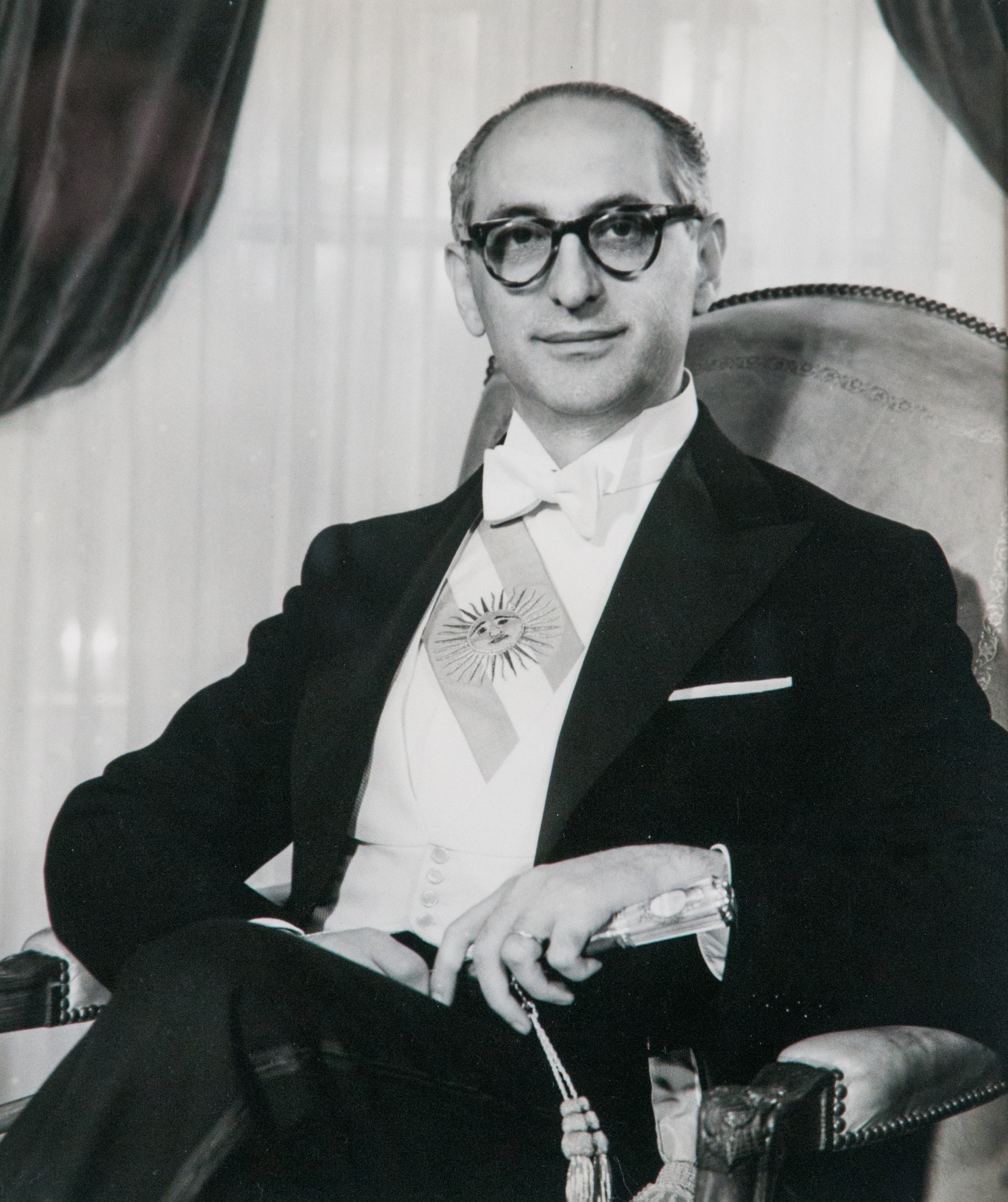
Arturo Frondizi

Arturo Frondizi Ercoli (* 28. Oktober 1908 in Paso de los Libres, Provinz Corrientes, Argentinien; † 18. April 1995 in Buenos Aires) war ein argentinischer Politiker und Präsident (1958–1962).

## Leben und Familie
Als Sohn einer kinderreichen Familie italienischer Immigranten studierte Frondizi Jura an der Universidad de Buenos Aires. 1931 heiratete er Elena Faggionato de Frondizi und hatte mit ihr eine Tochter (Elena Frondizi Faggionato; 1937–1976).

## Politische Karriere bis 1958
Frondizi engagierte sich politisch im Rahmen der Radikalen Partei (Unión Cívica Radical (UCR)). Während der ersten Legislaturperiode des populistischen Präsidenten Juan Domingo Perón war Frondizi Kongressabgeordneter für die Bundeshauptstadt, als Fraktionsmitglied eines Teils der UCR, die sich Perón nicht angeschlossen hatte.
Indes waren die ideologischen Unterschiede zwischen Frondizi und Perón vergleichsweise gering. Das radikale Programm von Avellaneda, an dessen Verfassung während der ersten Jahre von Peróns Amtszeit neben Frondizi maßgeblich auch Gabriel del Mazo und Luis Dellepiane beteiligt waren, rief ebenso zu einer Politik der Industrialisierung, der verbesserten sozialen Absicherung, sowie zum Anti-Imperialismus und zur Zurückdrängung der „Oligarchie“ auf wie Präsident Perón selbst.
Die peronistische Regierung schloss 1954 Verträge mit der US-amerikanischen Gesellschaft Standard Oil zur Ausbeutung des argentinischen Erdöls. Frondizi kritisierte dies in seinem Buch „Política y Petróleo“ als pro-imperialistisch und als Ausverkauf der argentinischen Interessen. (Heute wird der Vertrag mit Standard Oil als einer der Beweggründe hinter dem Militärputsch von 1955 dargestellt, der Perón in der Folge zu einem 18 Jahre langen Exil verbannte.)
Unter der folgenden Militärregierung (ab November 1955 unter General Pedro Eugenio Aramburu) profilierte sich Frondizi weiterhin als offener Kritiker, nunmehr mit einer besonderen Betonung der Interessen der Arbeiterschaft, die unter der anti-populären Wirtschafts- und Sozialpolitik der Aramburu-Regierung besonders zu leiden hatte. Zu Beginn des Jahres 1957 spaltete sich die UCR in einen Flügel unter Ricardo Balbín und Frondizis eigene Unión Cívica Radical Intransigente (Unbeugsame Radikale Bürgerunion), die eine Annäherung mit der nunmehr illegalen peronistischen Bewegung suchte.

## Präsidentschaftswahlen 1958
Im Vorfeld der Wahlen vom Februar 1958 entsandte Frondizi Emissäre nach Caracas ins venezolanische Exil von Perón, die mit dem entmachteten Politiker einen heimlichen Pakt schlossen. Perón versprach eine Wahlempfehlung für Frondizi an seine Anhänger zu geben, während Frondizi im Gegenzug Zugeständnisse für die zukünftige Legalisierung des Peronismus abgab. Mit einer Vielzahl peronistischer Stimmen wurde Frondizi im Februar 1958 zum Präsidenten gewählt. Er erhielt 52,77 Prozent der Stimmen und nahm am 1. Mai des Jahres sein Amt an, getragen von einer heterogenen Koalition aus Radikalen, Nationalisten, Peronisten und sogar mit Unterstützung der Kommunistischen Partei Argentiniens. Sein Vizepräsident war Alejandro Gómez.

## Präsidentschaft und spätere Karriere
Frondizis ursprüngliches Wahlprogramm war ein zeittypisches Produkt des lateinamerikanischen desarrollismo, der sich im Umfeld der von der UNO 1948 in Santiago de Chile gegründeten Ökonomischen Kommission für Lateinamerika (CEPAL) herausgebildet hatte. Dieser befürwortete eine staatlich induzierte Industrialisierung, um somit Importe zu substituieren und die Entwicklungsländer unabhängiger von Preisschwankungen für Primärprodukte auf den Weltmärkten zu machen. Insofern hatte sein Programm Ähnlichkeiten mit der im Nachbarland Brasilien von Präsident Juscelino Kubitschek vollzogenen Politik. In der argentinischen Praxis indes stellte sich Frondizis Wirtschaftspolitik als liberaler heraus als die meisten seiner Unterstützer gehofft hatten. Insbesondere seine Kehrtwende in der Ölpolitik (der Präsident begann nun eine Kampagne für weitere Konzessionen an ausländische Gesellschaften) stieß auf breite Opposition.
Darüber hinaus war Frondizis Präsidentschaft gekennzeichnet von der Schwierigkeit, eine Reihe sozialer und politischer Interessen zu vereinbaren. Zum einen stießen sich die peronistischen Gewerkschaften an der Sozialpolitik der Regierung und betrachteten den Rhythmus der Legalisierung des Peronismus als zu langsam. Bereits ab Januar 1959 eskalierte der Konflikt mit der Arbeiterbewegung in Fabrikbesetzungen und Perón entschloss sich schließlich, den heimlichen Pakt mit Frondizi öffentlich bekannt zu geben, um ein weiteres Druckmittel gegen die Regierung in der Hand zu haben.
Das nach wie vor unversöhnlich anti-peronistische Militär indes beobachtete eben dieselben Entwicklungen mit wachsender Beunruhigung. Anfang der sechziger Jahre spitzte sich die Opposition des Militärs zu, verstärkt noch durch ein Treffen Frondizis mit Ernesto Che Guevara im Zuge eines fehlgeschlagenen Versuchs in der Kubakrise zu vermitteln. Als schließlich peronistische Kandidaten eine Reihe von Gouverneurswahlen im März 1962 gewannen (insbesondere der Gewerkschaftsführer Andrés Framini in der entscheidenden Provinz Buenos Aires), entschloss sich das Militär, Frondizi abzusetzen.
1963 ging aus Frondizis Flügel der UCR Intransigente der Movimiento de Integración y Desarrollo (MID) hervor, der bei Peróns Rückkehr nach Argentinien 1973 den peronistischen Frente Justicialista de Liberación Nacional (FREJULI) (Justizialitische Front der Nationalen Befreiung) unterstützte.
Frondizi starb 1995 in Buenos Aires.